# Дукля (гміна)
Гміна Дукля (пол. Gmina Dukla) — місько-сільська гміна у східній Польщі. Належить до Кросненського повіту Підкарпатського воєводства.
Станом на 31 грудня 2011 у гміні проживало 14848 осіб.

## Територія
Згідно з даними за 2007 рік площа гміни становила 234.02 км², у тому числі:
- орні землі: 41,00%
- ліси: 52,00%

Таким чином, площа гміни становить 25,33% площі повіту.

## Населення
Станом на 31 грудня 2011:
| Опис     | Загалом | Загалом | Чоловіки | Чоловіки | Жінки | Жінки |
| -------- | ------- | ------- | -------- | -------- | ----- | ----- |
| одиниця  | осіб    | %       | осіб     | %        | осіб  | %     |
| все      | 14848   | 100     | 7280     | 49.03    | 7568  | 50.97 |
| міське   | 2193    | 100     | 1045     | 47.65    | 1148  | 52.35 |
| сільське | 12655   | 100     | 6235     | 49.27    | 6420  | 50.73 |

## Релігія
До виселення лемків у 1945 році в СРСР та депортації в 1947 році в рамках акції Вісла у селах гміни були греко-католицькі церкви парафій

### Дуклянського деканату
- парафія Вільховець: Вільховець, Вільшня, Роп’янка, Баране
- парафія Гирова: Гирова
- парафія Зиндранова: Зиндранова, Барвінок
- парафія Мшана: Мшана, Смеречне
- парафія Тилява: Тилява, Терстяна, Дукля, Цергова, Ясінка, Рівне

### Риманівського деканату
- парафія Завадка Риманівська: Завадка Риманівська, Кам’янка, Абрамова

## Солтиства
- Барвінок (пол. Barwinek)
- Вільховець (пол. Olchowiec)
- Вєтржно (пол. Wietrzno)
- Гирова (пол. Chyrowa)
- Глойсце (пол. Głojsce)
- Завадка Риманівська (пол. Zawadka Rymanowska)
- Збоїська (пол. Zboiska)
- Зиндранова (пол. Zyndranowa)
- Івла (пол. Iwla)
- Липовиця (пол. Lipowica)
- Ленки Дукельські (пол. Łęki Dukielskie)
- Мшана (пол. Mszana)
- Мишковське (пол. Myszkowskie)
- Наділля (пол. Nadole)
- Нова Вєсь (пол. Nowa Wieś)
- Рівне (пол. Równe)
- Теодорівка (пол. Teodorówka)
- Терстяна (пол. Trzciana)
- Тилява (пол. Tylawa)
- Цергова (пол. Cergowa)
- Ясінка (пол. Jasionka)

### Села без солтиства
- Вильшня (пол. Wilsznia)
- Границя (пол. Granica)
- Кам’янка (пол. Kamionka)
- Роп’янка (пол. Ropianka)
- Смеречне (пол. Smereczne)

## Сусідні гміни
Гміна Дукля межує з такими гмінами: Івонич-Здруй, Кремпна, Мейсце-П'ястове, Новий Жміґруд, Риманів, Хоркувка, Ясліська.